# Berzocana
Berzocana is een dorp en gemeente in de Spaanse provincie Cáceres in de regio Extremadura. Berzocana heeft 452 inwoners (1 januari 2016).

## Burgemeester
De burgemeester van Berzocana heet María Ángeles Díaz Benito.

## Geografie
Berzocana heeft een oppervlakte van 134 km² en grenst aan de gemeenten Aldeacentenera, Cabañas del Castillo, Garciaz en Logrosán.

## Wapen
De beschrijving van het wapen luidt in het Spaans als volgt:
De sinople, La Torre de plata sostenida de peñas abiertas por um camino ascendente y surmontada de la Cruz de Malta de plata y de ocho puntas. La bordura, de gules cargada de ocho aspas de oro. Al timbre, Corona Real cerrada.

## Demografische ontwikkeling
Bron: INE, 1857-2011: volkstellingen